# Knut Navrot
Knut Navrot (prononciation : Knüt Navro), né à Paris en 1955, est un peintre français contemporain qui vit et travaille à Paris.

## Biographie
« À l'origine de la production artistique de Knut Navrot, il y a dans le milieu des années 1970 la rencontre avec le peintre Günter Fruhtrunk qui lui révèle l'existence d'un univers dont il ignorait tout, celui de la peinture abstraite et construite » écrit Domitille d'Orgeval dans le livre sur l'artiste produit en 2008 par la Galerie Gimpel & Müller. Celle-ci explique que Knut Navrot entrevoit alors de faire de la peinture, de sa peinture « le lieu d'une confrontation avec ses connaissances acquises en matière de philosophie analytique et de sémiologie ».

## L'œuvre
« Knut Navrot dit vouloir reprendre la peinture à ses origines et pratiquer un art sans référence. Il cherche pour y parvenir à dégager les éléments propres à la peinture et qui ne renverraient qu’à eux-mêmes. Il les met en œuvre selon des principes clairs, dont il expérimente les différentes possibilités, le système l’intéressant au moins autant que son résultat.
Pour singulière qu’elle se revendique, la démarche de knut navrot n’est pas isolée : elle se situe parfaitement dans la continuité du manifeste de l’art concret de 1930 et des idées de Theo van Doesburg, ainsi que des statements d’Ad Reinhardt. » : Serge Lemoine, extrait de l’introduction à la monographie sur Knut Navrot éditée par la galerie Gimpel & Müller, Paris, 2008.

## Œuvres dans les musées
- Sans Titre, 1988, musée des Ursulines de Mâcon[1]
- Sans Titre, 1988, musée des Ursulines de Mâcon[2]
- Bleu III, 1994, musée des Ursulines de Mâcon[3]

## Expositions
- 2008 - Galerie Gimpel & Müller Paris[4]
- 2009 - Limites, galerie Besch, Saarbrück
- 2011 - Galerie Gimpel & Müller, Paris - Gimpel fils galerie, Londres